# Coccoloba ruiziana
Coccoloba ruiziana Lindau – gatunek rośliny z rodziny rdestowatych (Polygonaceae Juss.). Występuje naturalnie w Ekwadorze oraz Peru. 

## Morfologia
PokrójWiecznie zielone drzewo lub krzew. Dorasta do 5 m wysokości.
LiścieIch blaszka liściowa jest nieco skórzasta i ma kształt od owalnego do podłużnego. Mierzy 3–7 cm długości oraz 2–5 cm szerokości, jest całobrzega, o tępym wierzchołku.
OwoceMają niemal kulisty kształt, osiągają 5 mm średnicy.

## Biologia i ekologia
Rośnie w lasach, na terenach nizinnych.